# Mai 1846

## Événements

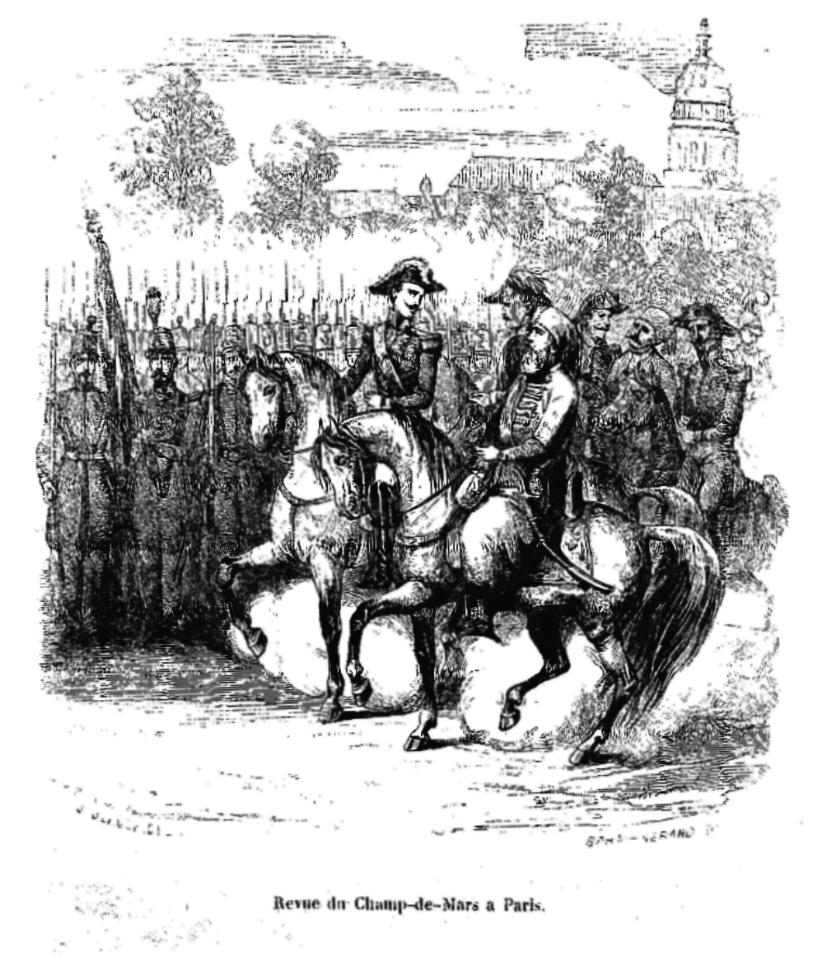
25 mai : le général égyptien Ibrahim Pacha, en voyage à Paris, participe à la revue sur le champ de Mars

- 13 mai : guerre entre le Mexique et les États-Unis déclenchée par les indemnités que réclament au gouvernement mexicain des citoyens américains et le désir des États-Unis d’acquérir la Californie (fin en 1848). Le Congrès autorise la levée de 50 000 hommes et un crédit de 10 millions de dollars (174 voix contre 14).

- 16 mai, France : allocution de Victor Hugo « aux fondateurs du Jury des récompenses pour les ouvriers ».

- 23 mai, France : à la Chambre des députés, Isambert proteste contre les archevêques qui, par mandements, autorisent pour le clergé des libertés que la loi lui refuse.

- 25 mai, France :
  - Louis-Napoléon Bonaparte s’évade du fort de Ham (Somme), déguisé en ouvrier, avec les habits du maçon Charles Pinguet dit Badinguet (1826-1892) et avec une planche sur l'épaule;
  - Victor Hugo dicte un texte au sujet de la protestation d'Isambert.

- 30 mai : Lamartine, parlant devant la Chambre des députés, fait l'éloge de Casimir Delavigne et de François Ponsard. Victor Hugo vexé.

## Naissances
- 5 mai : Henryk Sienkiewicz, écrivain polonais, lauréat du Prix Nobel de Littérature en 1905 († 15 novembre 1916).
- 6 mai : Henri Paillard, graveur, illustrateur et peintre français († 26 novembre 1912).
- 18 mai : Alfred Henry Garrod (mort en 1879), zoologiste britannique.
- 19 mai : Antoine Laborde, peintre français († 4 juin 1903).
- 20 mai : Eugène Murer, peintre français († 22 avril 1906).
- 21 mai : Luc-Olivier Merson, peintre français († 13 novembre 1920).
- 22 mai : Oliver Perry Hay (mort en 1930), paléontologue américain.
- 26 mai : Eduard von Grützner, peintre allemand († 2 avril 1925).